# Kudafolhudhoo
Kudafolhudhoo est une petite île inhabitée des Maldives.  Il s'agit d'une des nombreuses îles-hôtel des Maldives depuis 1983, actuellement le Nika Island Resort. Il y a sur l'île un figuier des banians (Nika en divehi) qui date du XIXe siècle.

## Géographie
Kudafolhudhoo est située dans le centre des Maldives, au Nord-Ouest de l'atoll Ari, dans la subdivision de Alif Alif. 